# Ưng ngỗng mào
Ó mào (danh pháp hai phần: Accipiter trivirgatus) là một loài chim săn mồi thuộc họ Ưng ở châu Á nhiệt đới.
Còn có tên: Ưng Ấn Độ

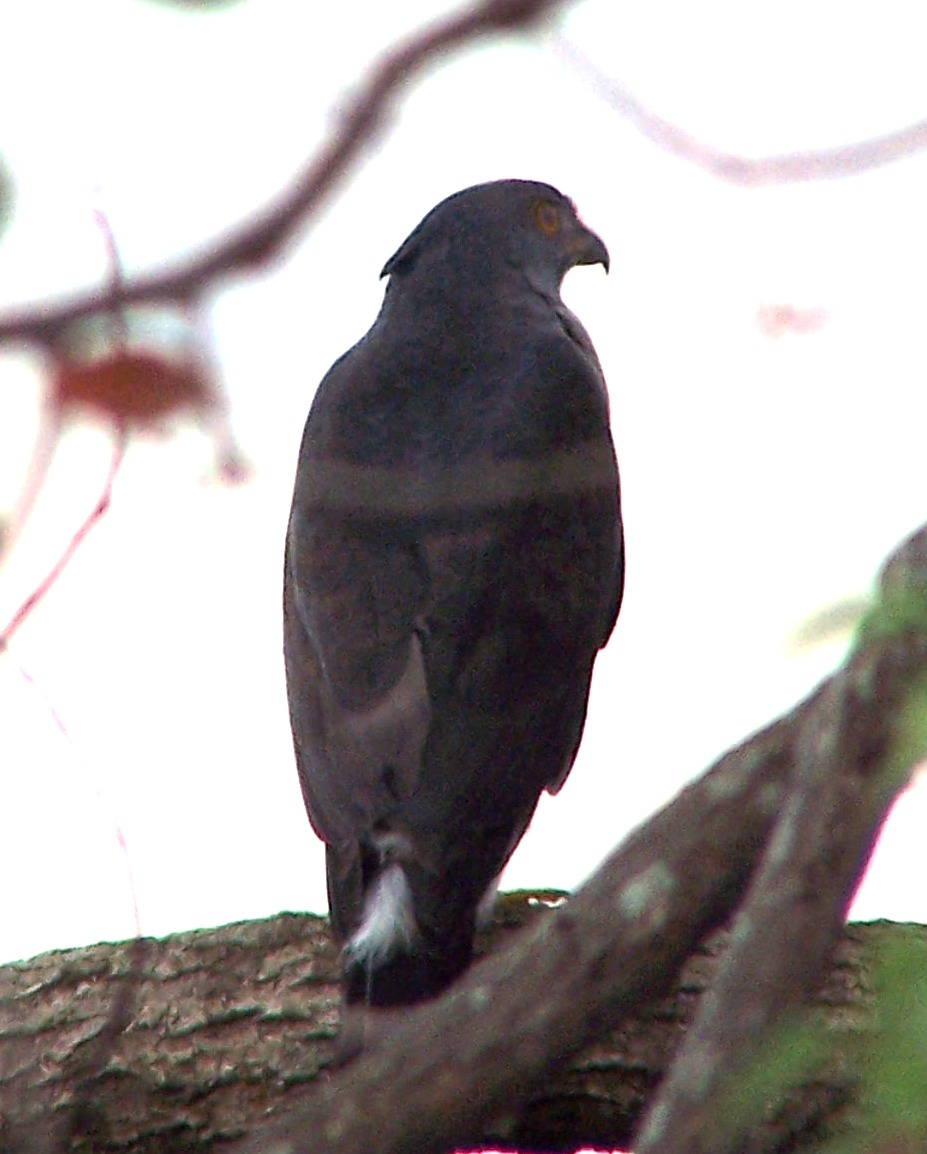
Ó màu.

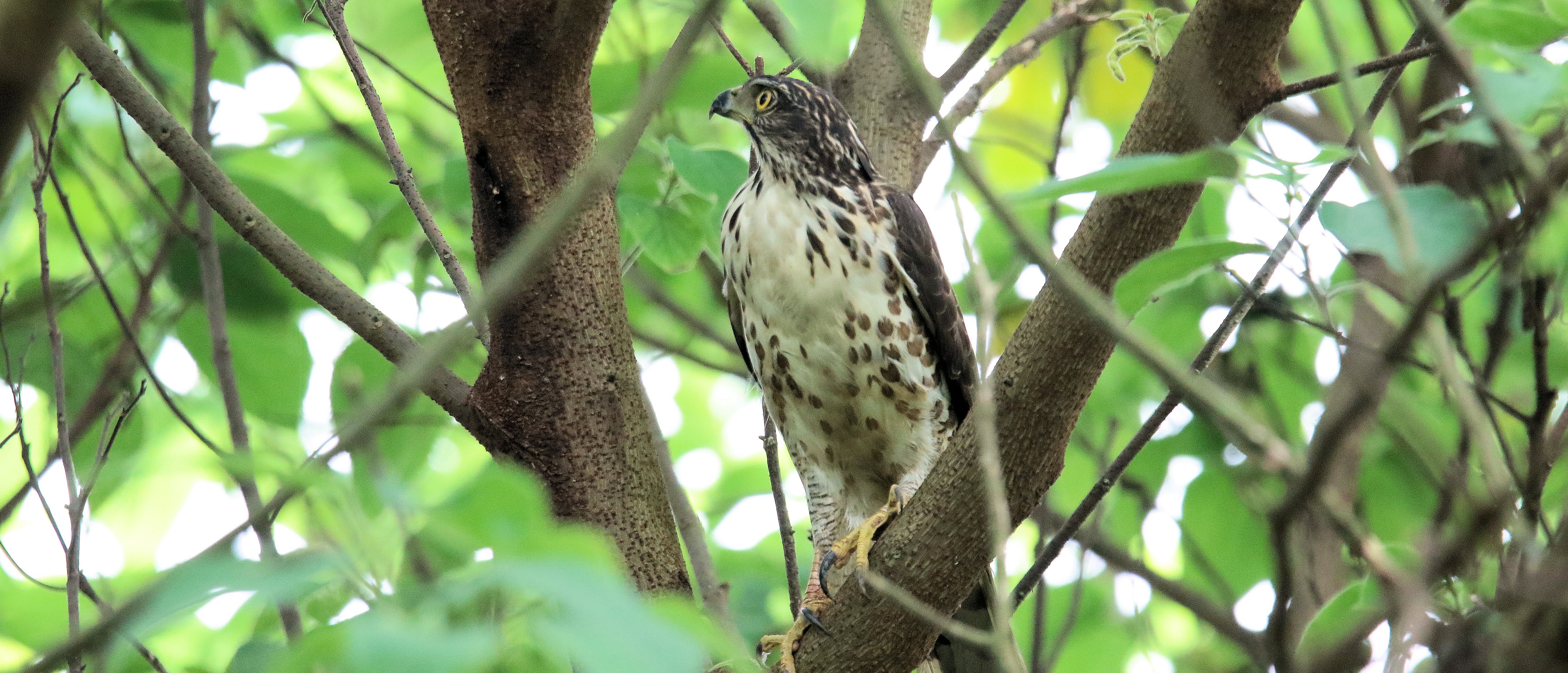
Ưng Ấn Độ

Loài chim ăn thịt này có cánh ngắn và rộng và đuôi dài giúp nó di chuyển qua các cây dễ dàng. Thân dài 30–46 cm, con mái lớn hơn nhiều so với con trống.
Loài này sinh sản ở ở miền Nam Á, từ Ấn Độ và Sri Lanka tới miền nam Trung Quốc, Indonesia và Philippines. Nó chủ yếu là sinh sống ở vùng đất thấp, và định cư quanh năm. Ngay cả ở môi trường sống vùng cao, nó vẫn định cư vào mùa đông, ví dụ như ở chân núi Himalaya của Bhutan hoặc trong rừng Sal (Shorea robusta) ở huyện Ấn Độ huyện Dehradun. Trong những vùng đất ở cuối phía bắc của phạm vi của nó, nó thường rất hiếm khi hiện diện. Về cơ bản phạm vi phân bố loài chim này được giới hạn ở xứ nhiệt đới và cận nhiệt đới ấm áp.
Chúng săn bắt chim, động vật có vú và động vật bò sát, chúng lao xuống từ trên cao thình lình chụp con mồi phía dưới. Loài chim này xây tổ trên cây và đẻ 2-3 quả trứng. Ký sinh trùng trên loài chim này có Degeeriella storeri.

## Cước chú
1. ↑  BirdLife International (2012). "Accipiter trivirgatus". Sách Đỏ IUCN các loài bị đe dọa. Phiên bản 2012.1. Liên minh Bảo tồn Thiên nhiên Quốc tế. Truy cập ngày 16 tháng 7 năm 2012.
2. ↑  Grimmett et al. (1999)
3. ↑  Grimmett et al. (1999), Inskipp et al. (2000), Singh (2002)
4. ↑  Elbel & Price (1973), Dalgleish (2003)